# 黄德音
黄德音（1931年10月—），男，上海人，中国精细化工专家，华东化工学院教授，曾任第七、八、九届全国政协委员。

## 家庭
父亲黄自，中国近代音乐家。
母亲汪頤年，小提琴演奏家。